# Besenello
Besenello – miejscowość i gmina we Włoszech, w regionie Trydent-Górna Adyga, w prowincji Trydent.
Według danych na rok 2004 gminę zamieszkiwały 1753 osoby, 70,1 os./km².